# スーザニ

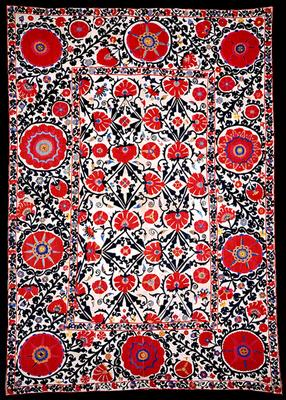
ブハラ・スーザニ。ザクロの刺繡が施されている。

スーザニまたはスザニ (ラテン文字: Suzani) とは、タジキスタン、ウズベキスタン、カザフスタンなどの中央アジアの国々で製作されている染織のうち、刺繡の1種である。スーザニはペルシア語で縫い針を意味するスーザン (Suzan, ペルシア語: سوزن) に由来している。イランにもスーザニに似た織物が有り、こちらはスザンカーリー (Suzankāri, ペルシア語: سوزنکاری)と呼ばれている。

## 概要
スーザニは主に木綿や絹の生地に、絹製の刺繡糸を用いて刺繡する。チェーン・ステッチ、ブハラ・コーチング・ステッチなどが基本的な技法として使用される。この他、縫取りとして織物に刺繡により様々な模様をつけることが多い。スーザニは2つもしくはそれ以上の複数の刺繡を組み合わせて作られることが多く、大きなスーザニの場合は、刺繡したのちに数枚の布を縫い合わせて完成させる。
モチーフとなる題材として一般的なものは太陽、月、花 (特にチューリップ、カーネーション、アヤメ)、葉とつる、果物 (特にザクロ)があり、魚や鳥が使用されることもある。
現存している最古のスーザニは18世紀後半から19世紀初めに製作されたものであるが、スーザニはそれよりもずっと以前から使用されていたと考えられる。15世紀初めには、スペインの騎士ルイ・ゴンザレス・デ・クラビホがティムール朝を訪問した際、スーザニの原型と見られる刺繡に関する記述を残している。
スーザニは伝統的に中央アジアの民族により持参金の一部として製作されてきたものであり、結婚式の日に新郎に対して与えられる。

## スーザニの主な種類
- ブハラ・スーザニ
- ホジェンド・スーザニ （ホジェンド, タジキスタン）
- ラカイ・スーザニ
- ヌラタ・スーザニ, ウズベキスタンのヌラタで製作されているスーザニ
- ピスケント・スーザニ
- サマルカンド・スーザニ
- シャフリサブス・スーザニ
- タシュケント・スーザニ
- ウラ・テュベ・スーザニ （イスタラフシャン、タジキスタン）

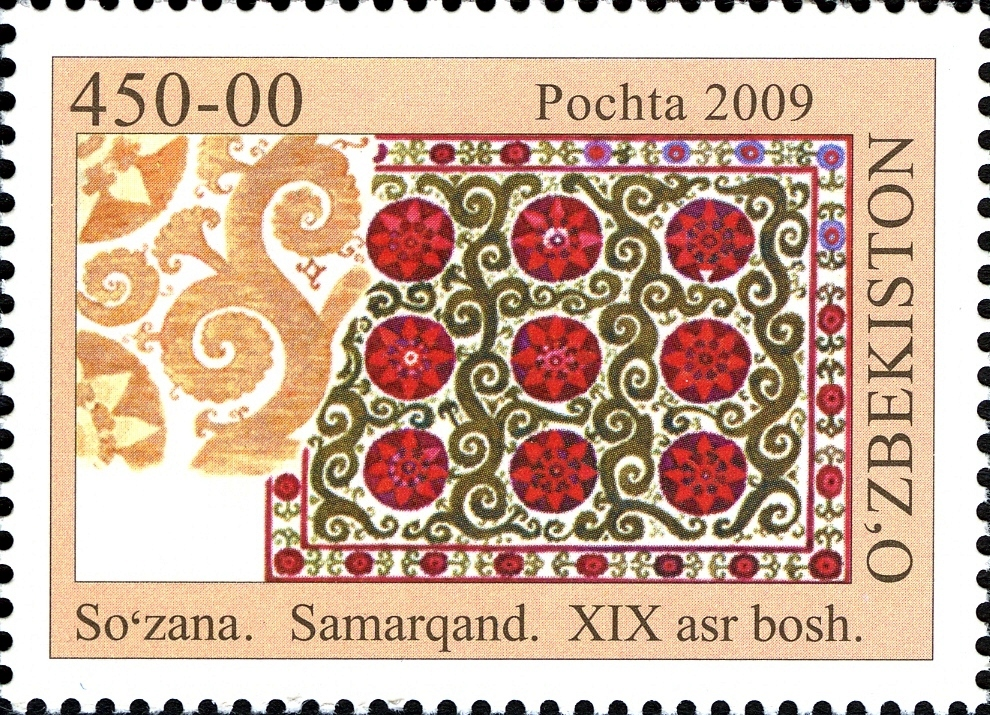
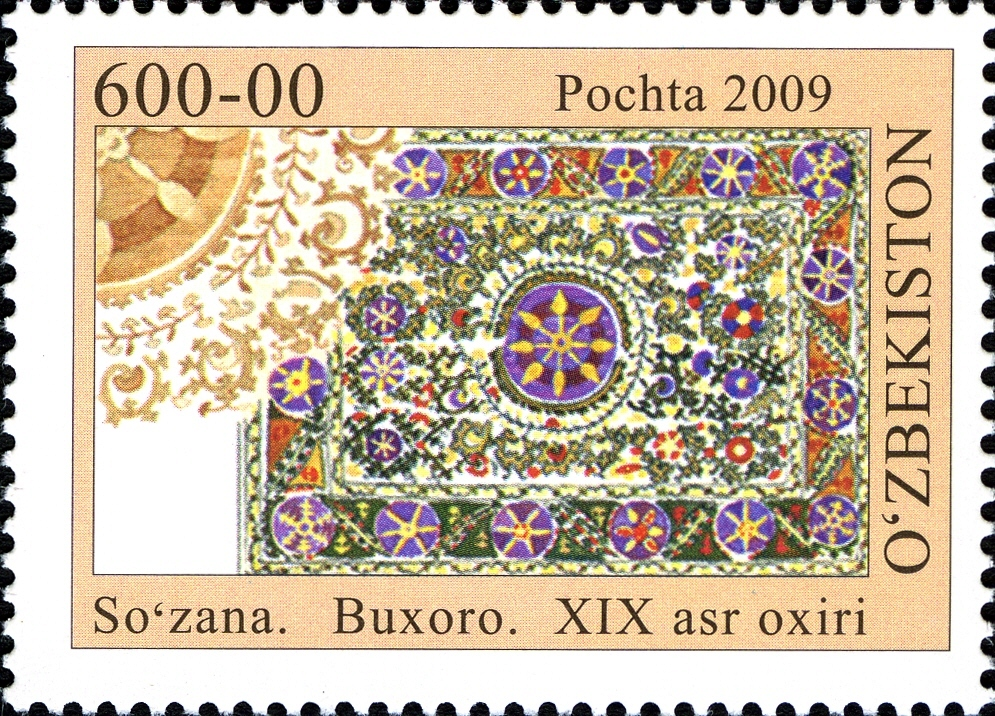
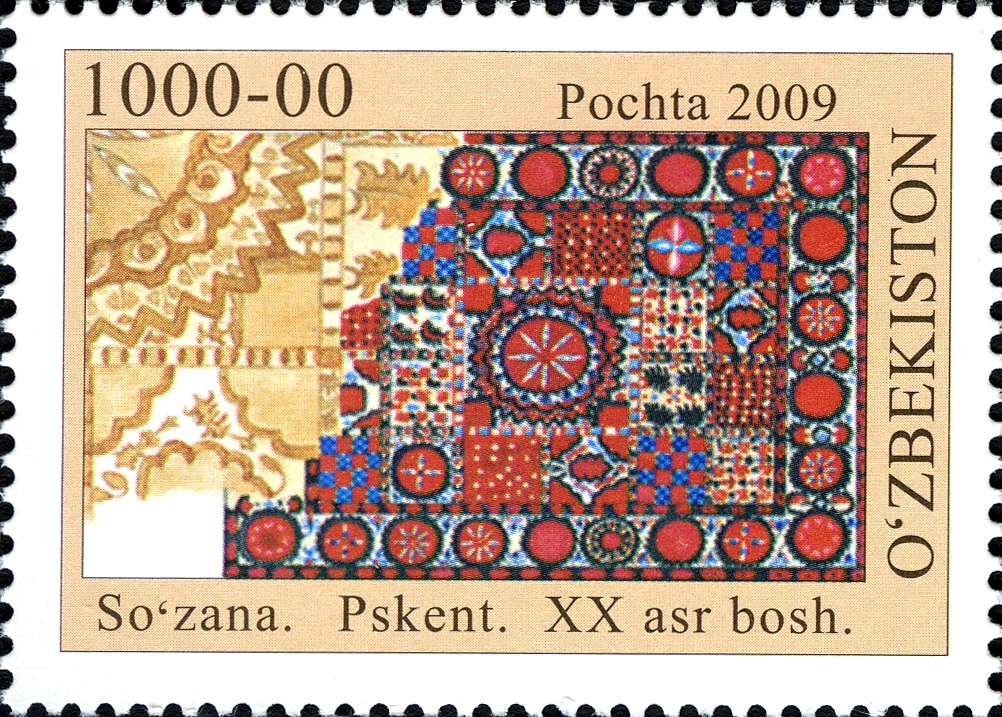
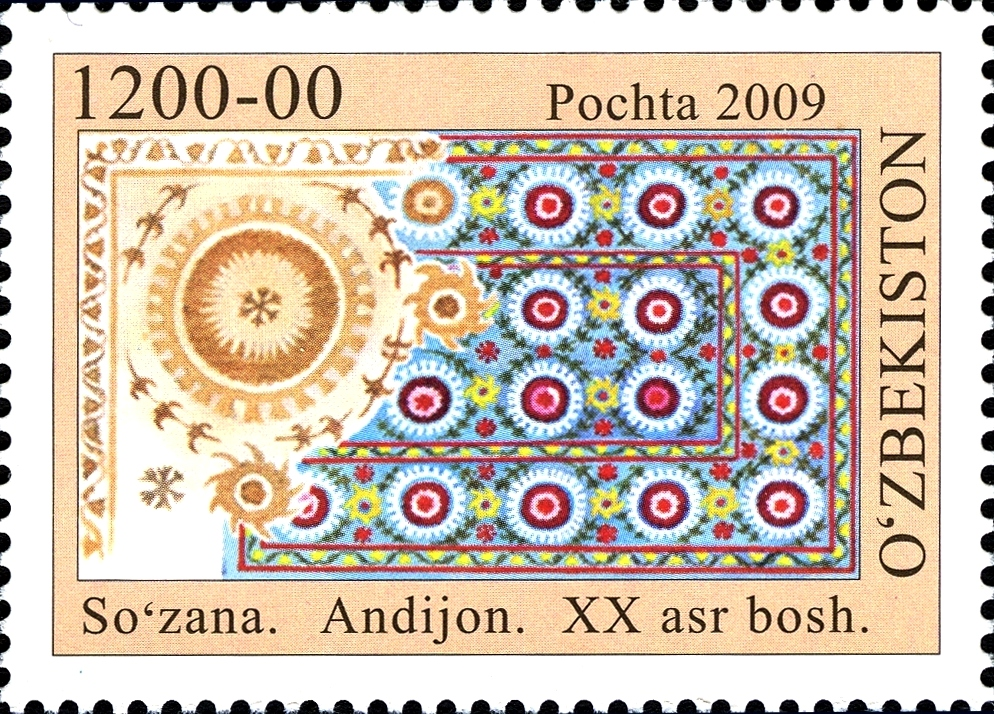